# Fujio Yamamoto
Fujio Yamamoto (山本 富士雄, Yamamoto Fujio, nascido em 27 de maio de 1966) é um ex-futebolista japonês que atuava na posição de zagueiro.

## Estatísticas do clube
| Desempenho do clube | Desempenho do clube | Desempenho do clube | Liga  | Liga | Copa              | Copa              | Copa da Liga        | Copa da Liga        | Total | Total |
| Temporada           | Clube               | Liga                | Jogos | Gols | Jogos             | Gols              | Jogos               | Gols                | Jogos | Gols  |
| Japão               | Japão               | Japão               | Liga  | Liga | Copa do Imperador | Copa do Imperador | Copa da L. Japonesa | Copa da L. Japonesa | Total | Total |
| ------------------- | ------------------- | ------------------- | ----- | ---- | ----------------- | ----------------- | ------------------- | ------------------- | ----- | ----- |
| 1990/91             | Mitsubishi Motors   | JSL Division 1      | 1     | 0    |                   |                   | 0                   | 0                   | 1     | 0     |
| 1991/92             | Mitsubishi Motors   | JSL Division 1      | 4     | 1    |                   |                   | 0                   | 0                   | 4     | 1     |
| 1992                | Urawa Reds          | J1 League           | -     | -    | 0                 | 0                 | 0                   | 0                   | 0     | 0     |
| 1993                | NKK                 | Football League     | 14    | 0    | 1                 | 0                 | 0                   | 0                   | 15    | 0     |
| 1994                | Bellmare Hiratsuka  | J1 League           | 0     | 0    |                   |                   | 0                   | 0                   | 0     | 0     |
| 1995                | Bellmare Hiratsuka  | J1 League           | 17    | 0    | 0                 | 0                 | -                   | -                   | 17    | 0     |
| 1996                | Bellmare Hiratsuka  | J1 League           | 10    | 0    | 0                 | 0                 | 4                   | 0                   | 14    | 0     |
| País                | Japão               | Japão               | 46    | 1    | 1                 | 0                 | 8                   | 0                   | 55    | 0     |
| Total               | Total               | Total               | 46    | 1    | 1                 | 0                 | 8                   | 0                   | 55    | 0     |